# الکسیز رومائو
الکسیز رومائو (انگلیسی: Alaixys Romao؛ زادهٔ ۱۸ ژانویهٔ ۱۹۸۴) یک بازیکن فوتبال اهل فرانسه است که به عنوان هافبک برای تیم Athens Kallithea بازی می‌کند.
وی همچنین در تیم ملی فوتبال توگو بازی کرده‌است.